# Liste der geschützten Landschaftsbestandteile in Dresden
Die Liste der geschützten Landschaftsbestandteile in Dresden nennt die nach § 29 Bundesnaturschutzgesetz geschützten Landschaftsbestandteile im Stadtgebiet von Dresden in Sachsen.
Im Jahr 2008 waren im Stadtgebiet diese 15 geschützten Landschaftsbestandteile mit einer Gesamtfläche von ca.
71 Hektar ausgewiesen.
| Nummer | Bezeichnung                            | Koordinaten                     | Fläche (ha) | Beschreibung | Bild                                                                            |
| ------ | -------------------------------------- | ------------------------------- | ----------- | ------------ | ------------------------------------------------------------------------------- |
| 1      | Hechtpark                              | 51° 5′ 0,6″ N, 13° 44′ 42″ O    | 12,8        |              |                                                                                 |
| 2      | Leutewitzer Park                       | 51° 3′ 20,2″ N, 13° 40′ 25,3″ O | 7,0         |              |                                                                                 |
| 3      | Waldpark Blasewitz                     | 51° 3′ 20,9″ N, 13° 47′ 34,4″ O | 24,3        |              | weitere Bilder                                                                  |
| 4      | Hermann-Seidel-Park (Rhododendronpark) | 51° 2′ 47,7″ N, 13° 47′ 53,3″ O | 1,6         |              | weitere Bilder                                                                  |
| 5      | Rothermundtpark                        | 51° 1′ 55,2″ N, 13° 47′ 14,6″ O | 1,2         |              | weitere Bilder                                                                  |
| 6      | Bienertpark                            | 51° 1′ 45,3″ N, 13° 41′ 56,5″ O | 1,3         |              | weitere Bilder                                                                  |
| 7      | Waldpark Kleinzschachwitz              | 51° 0′ 27″ N, 13° 51′ 3,6″ O    | 1,9         |              |                                                                                 |
| 8      | Volkspark Räcknitz                     | 51° 1′ 29,2″ N, 13° 44′ 21,3″ O | 5,7         |              | weitere Bilder                                                                  |
| 9      | Volkspark Meußlitz                     | 51° 0′ 6,1″ N, 13° 51′ 7,2″ O   | 1,1         |              |                                                                                 |
| 10     | Schlosspark Prohlis                    | 51° 0′ 19,4″ N, 13° 47′ 24″ O   | 4,1         |              |                                                                                 |
| 11     | Hoher Stein                            | 51° 1′ 25,7″ N, 13° 42′ 13,7″ O | 5,4         |              | weitere Bilder                                                                  |
| 12     | Park Glausch                           | 51° 7′ 3″ N, 13° 46′ 21″ O      | 1,6         |              |                                                                                 |
| 13     | Herltscher Dendrologischer Garten      | 51° 7′ 23″ N, 13° 50′ 23″ O     | 1,7         |              | Als Naturdenkmal geschützte Japanische Hemlocktannen im Herltschen Garten, 2017 |
| 14     | Wächterscher Garten                    | 51° 7′ 32″ N, 13° 50′ 46″ O     | 0,3         |              |                                                                                 |
| 15     | Lindenallee Dresdner Straße            | 51° 7′ 32″ N, 13° 50′ 9″ O      | 0,5         |              |                                                                                 |